# Zamek w Solcu nad Wisłą
Zamek w Solcu nad Wisłą – nieistniejący zamek wzniesiony w XIV wieku przez Kazimierza Wielkiego. 
Ze względu na strategiczną lokalizację Solca przy szlaku handlowym, w roku 1325 król Władysław Łokietek wykupił miejscowość od klasztoru w Miechowie. Zamek polecił zbudować jego syn król Kazimierz Wielki, o czym napisali kronikarze Janko z Czarnkowa i Jan Długosz. Dokumenty mówiące o istnieniu zamku pochodzą już z 1394 roku. Zamek Kazimierza Wielkiego składał się z cylindrycznej wieży i budynku mieszkalnego. 

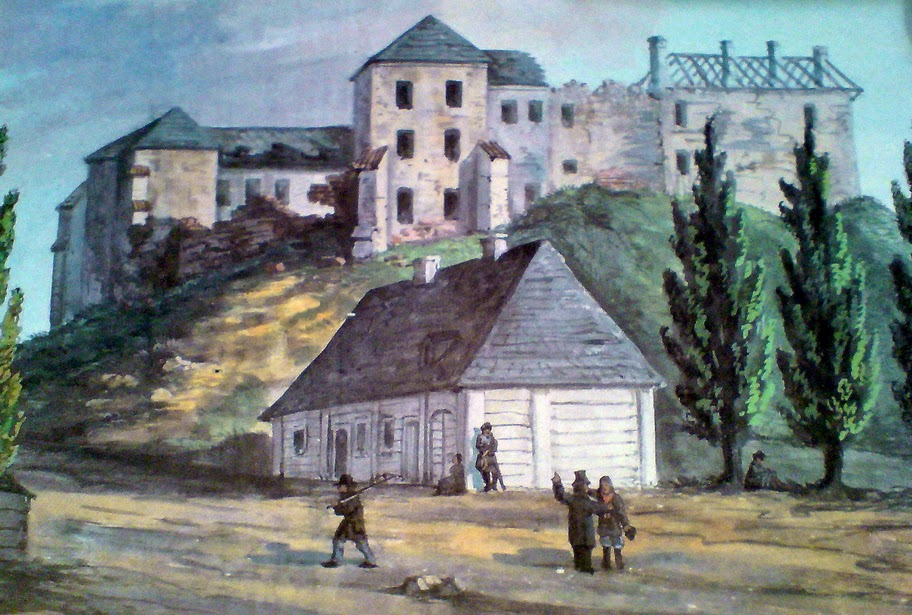
Widok ruin zamku z publikacji Kazimierza Stronczyńskiego wykonany w połowie XIX wieku

Przez cały okres swego istnienia zamek solecki jako dobro królewskie nadawany był w dzierżawę zasłużonym rodom możnowładczym.  
W latach 1615–1627 książę Krzysztof Zbaraski przeprowadził rozbudowę zamku, w trakcie której umocniono go dodatkowo trzema bastionami. Podczas tej przebudowy zbudowano fortyfikacje na planie prostokąta z bastionami umieszczonymi w trzech narożach. Bastion czwarty, południowo-zachodni przylegał do starszych zabudowań. W lustracji z roku 1654 opisano m.in. prowadzący z miasta do zamku most z poręczami „cudną robotą zrobionymi”, zamkową łaźnię z „fontaną ze smokiem z konch albo skorup morskich” oraz ogród włoski na zamkowym podwórzu. 
W roku 1656 zamek został zdobyty i zniszczony przez wojska szwedzkie. Około roku 1780 obiekt częściowo odbudowano. Do zamieszkania nadawał się do XIX wieku, kiedy zaczęto rozbierać jego szczątki. Do dziś zachowały się tylko dolne partie murów zamkowych. 
Na terenie zamku nie było dotychczas badań archeologicznych ani architektonicznych.